# Lago Maggiore
Het Lago Maggiore is een meer in het grensgebied van Italië en Zwitserland. Het wordt in het Italiaans ook wel Lago Verbano genoemd, van Lacus Verbanus, de oude Romeinse benaming. Het Zwitserse deel ligt in het kanton Ticino. De westelijke oever van het Italiaanse deel ligt in de regio Piëmont, de oostelijke oever in Lombardije.
Het meer is 212 km² groot, 60 km lang en maximaal 10 km breed. Het noordelijke deel ligt in de Alpen, het zuidelijke deel in het heuvelland dat de overgang vormt tussen de Alpen en de Povlakte. De oppervlakte van het meer ligt op 193 m boven zeeniveau. Het meer is maximaal 372 m diep, 179 m beneden zeeniveau. Zowel in Italië als Zwitserland ligt het meer in Italiaanstalig gebied.
Bekende plaatsen langs het meer zijn Locarno, Ascona, Verbania, Luino en Stresa. De rivier de Ticino stroomt in het noorden het meer in en verlaat het weer in het zuiden om uiteindelijk in de Po uit te monden. Andere rivieren die het Lago Maggiore instromen zijn de Maggia, Toce en de Tresa. Het meer kent een afwateringsprobleem. Al het water uit de Ticinovallei, de Ossolavallei en het gebied rond het Ortameer wordt via het Lago Maggiore en de sluizen bij Sesto Calende de Povlakte ingeleid. In het voorjaar zorgt smeltwater uit de bergen vaak voor wateroverlast in de dorpen aan het Lago Maggiore.
Er liggen ook eilandjes in het meer. De bekendste zijn de Borromeïsche Eilanden: Isola Bella, Isola Madre en Isola dei Pescatori. Deze eilandjes liggen in de grote baai of uitham van het meer naar het westen bij Verbania. Bij Cannero liggen op drie eilandjes de ruïnes van middeleeuwse kastelen, de Castelli di Cannero.
Het meer is, net als de andere grote Italiaanse Alpenmeren, in een van de ijstijden door een gletsjer uitgeslepen. Aan de zuidkant is daarbij een morenewal achtergelaten, die een soort natuurlijke dam vormt.
Er leven ook beroepsvissers van het meer. Er wordt ongeveer 150 ton vis per jaar gevangen. Het meer bevat een forelsoort die nergens anders ter wereld voorkomt.
Het meer is sinds lange tijd een toeristische trekpleister. De Europese adel streek in de 19e eeuw massaal neer in de luxe hotels of bouwde eigen villa's, vaak met een botanische tuin zoals in Alpino, Baveno of Pallanza. Zo is langs de oevers van het hele meer een exotische beplanting ontstaan, met voornamelijk verschillende soorten palmen. De belangrijkste soorten palmen die men er vindt zijn Trachycarpus fortunei, geïntroduceerd uit China in de 19e eeuw, en de Europese dwergpalm (Chamaerops humilis), ingevoerd uit de regio van de Middellandse Zee. Andere soorten zijn Phoenix canariensis, Butia capitata, Jubaea chilensis, Sabal palmetto en Sabal minor.

Sinds 1826 is er ook passagiersscheepvaart op het meer. De Navigazione Laghi heeft voor dit meer een vloot van 22 schepen beschikbaar.

## Steden en dorpen aan het Lago Maggiore
Zwitserland
- Ranzo
- Gerra
- San Nazzaro
- Vira
- Magadino
- Tenero
- Locarno
- Ascona
- Ronco sopra Ascona
- Brissago
- Minusio

Piëmont
- Cannobio
- Cannero Riviera
- Oggebbio
- Ghiffa
- Verbania
- Baveno
- Stresa
- Belgirate
- Lesa
- Meina
- Arona
- Dormelletto
- Castelletto sopra Ticino

Lombardije
- Sesto Calende
- Angera
- Ranco
- Ispra
- Brebbia
- Besozzo
- Monvalle
- Leggiuno
- Laveno-Mombello
- Castelveccana
- Porto Valtravaglia
- Brezzo di Bedero
- Germignaga
- Luino
- Maccagno
- Tronzano Lago Maggiore
- Pino sulla Sponda del Lago Maggiore

## Foto's

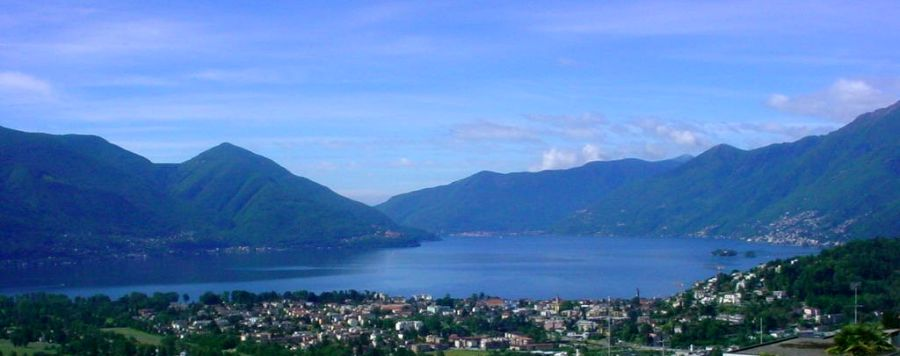
Lago Maggiore bij Ascona (Zwitserland)
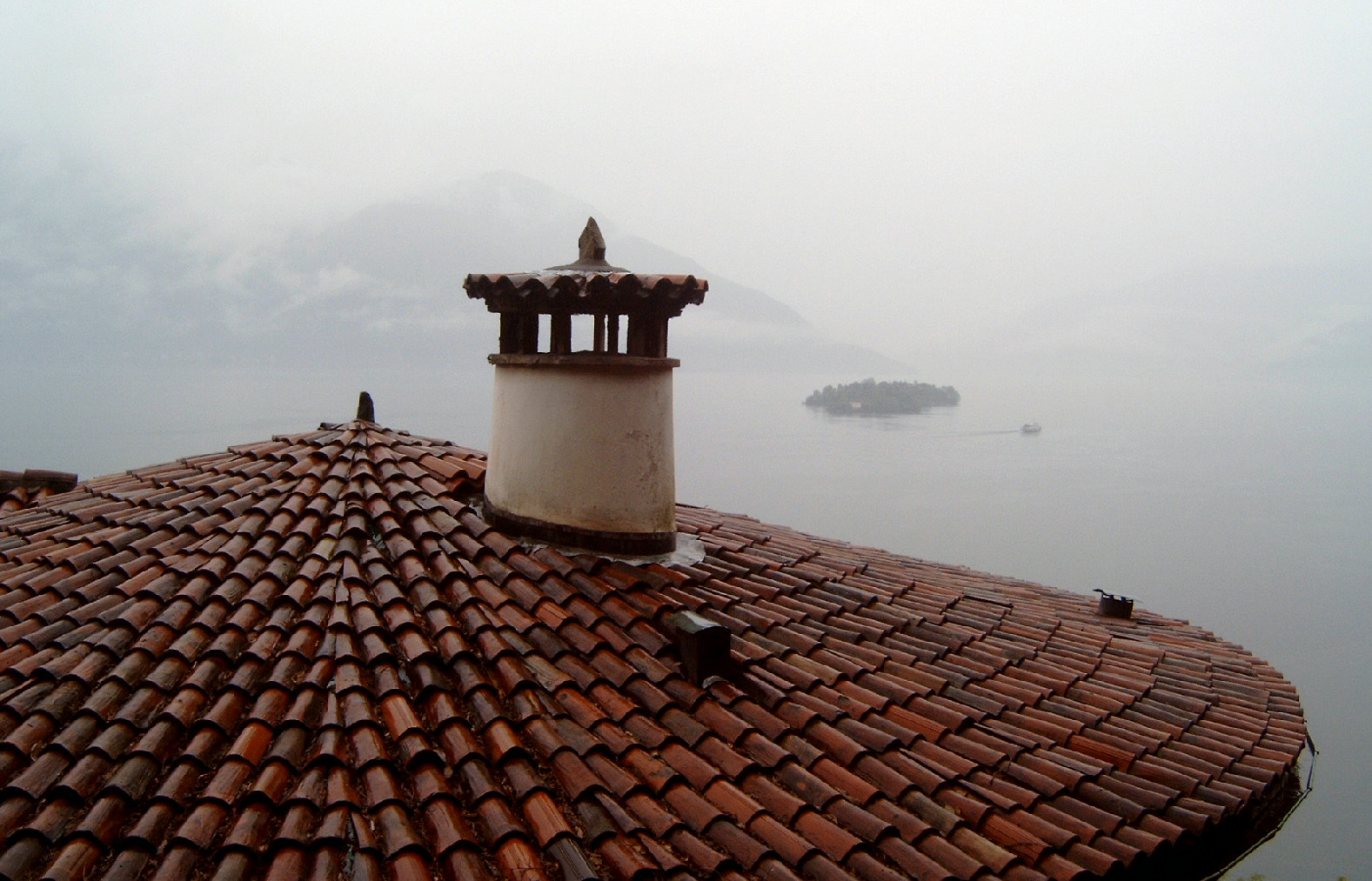
Het Lago Maggiore in Ticino (Zwitserland)

Meer van Ägeri · Meer van Biel · Bodenmeer · Meer van Brienz · Meer van Genève · Meer van Lugano · Lago Maggiore · Meer van Murten · Meer van Neuchâtel · Meer van Thun · Triftmeer · Vierwoudstrekenmeer · Walenmeer · Meer van Zug · Meer van Zürich
Albano · 
Alserio · 
Annone · 
Barrea · 
Bolsena · 
Bracciano · 
Campotosto · 
Comabbio · 
Como · 
Endine · 
Garda · 
Garlate · 
Idro · 
Iseo · 
Ledro · 
Lugano · 
Maggiore · 
Mergozzo · 
Misurina · 
Monate · 
Orta · 
Pusiano · 
Trasimeno · 
Varese · 
Vico · 
Viverone